# Bathyraja pallida
Bathyraja pallida är en rockeart som först beskrevs av Forster 1967.  Bathyraja pallida ingår i släktet Bathyraja och familjen egentliga rockor. IUCN kategoriserar arten globalt som livskraftig. Inga underarter finns listade.